# Uintah County
Uintah County je okres ve státě Utah v USA. K roku 2010 zde žilo 32 588 obyvatel. Správním městem okresu je Vernal. Celková rozloha okresu činí 11 652 km².